# 豊田町駅

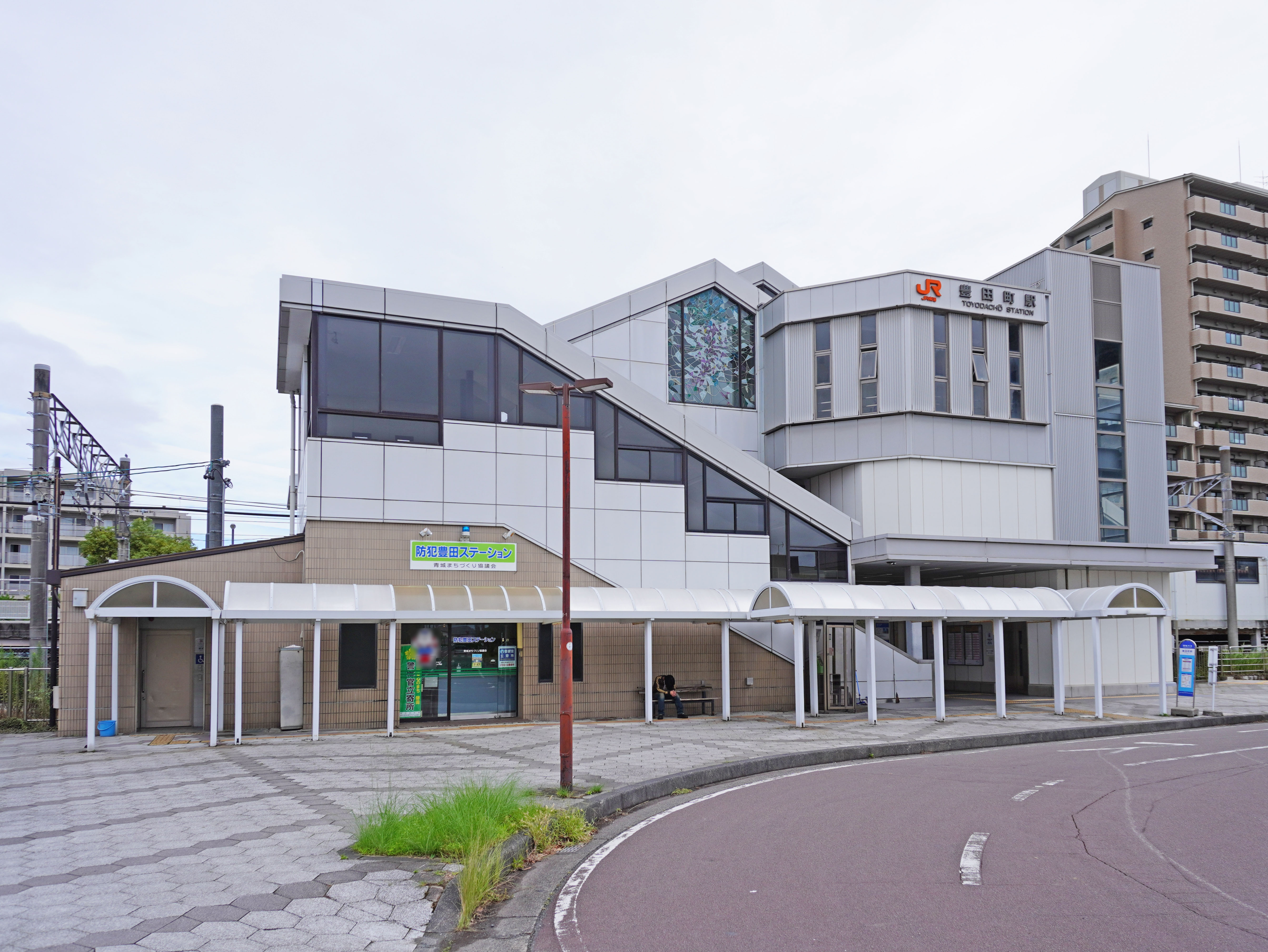
南口（2022年10月）

豊田町駅（とよだちょうえき）は、静岡県磐田市立野にある、東海旅客鉄道（JR東海）東海道本線の駅である。駅番号はCA32。
駅名は市町村合併前の町名（豊田町）にちなんでいる。運行形態の詳細は「東海道線 (静岡地区)」を参照。

## 歴史
- 1990年（平成2年）9月11日：駅建設工事に着手[2]。
- 1991年（平成3年）12月14日：東海道本線の磐田 - 天竜川間に新設開業[1]。開業時の所在地は静岡県磐田郡豊田町であった[1]。
- 2005年（平成17年）4月1日：豊田町が周辺市町村と合併し、駅所在地が磐田市となる。
- 2008年（平成20年）3月1日：TOICAのサービス開始。

## 駅構造
ホーム有効長240mの相対式ホーム2面2線を有する地上駅。開業当初からの橋上駅舎をもつ。
JR東海交通事業の職員が業務を担当する業務委託駅で、磐田駅が当駅を管理している。JR全線きっぷうりばが設置されている。

### のりば
| 番線 | 路線          | 方向 | 行先           |
| ---- | ------------- | ---- | -------------- |
| 1    | CA 東海道本線 | 上り | 静岡・沼津方面 |
| 2    | CA 東海道本線 | 下り | 浜松・豊橋方面 |

（出典：JR東海:駅構内図）

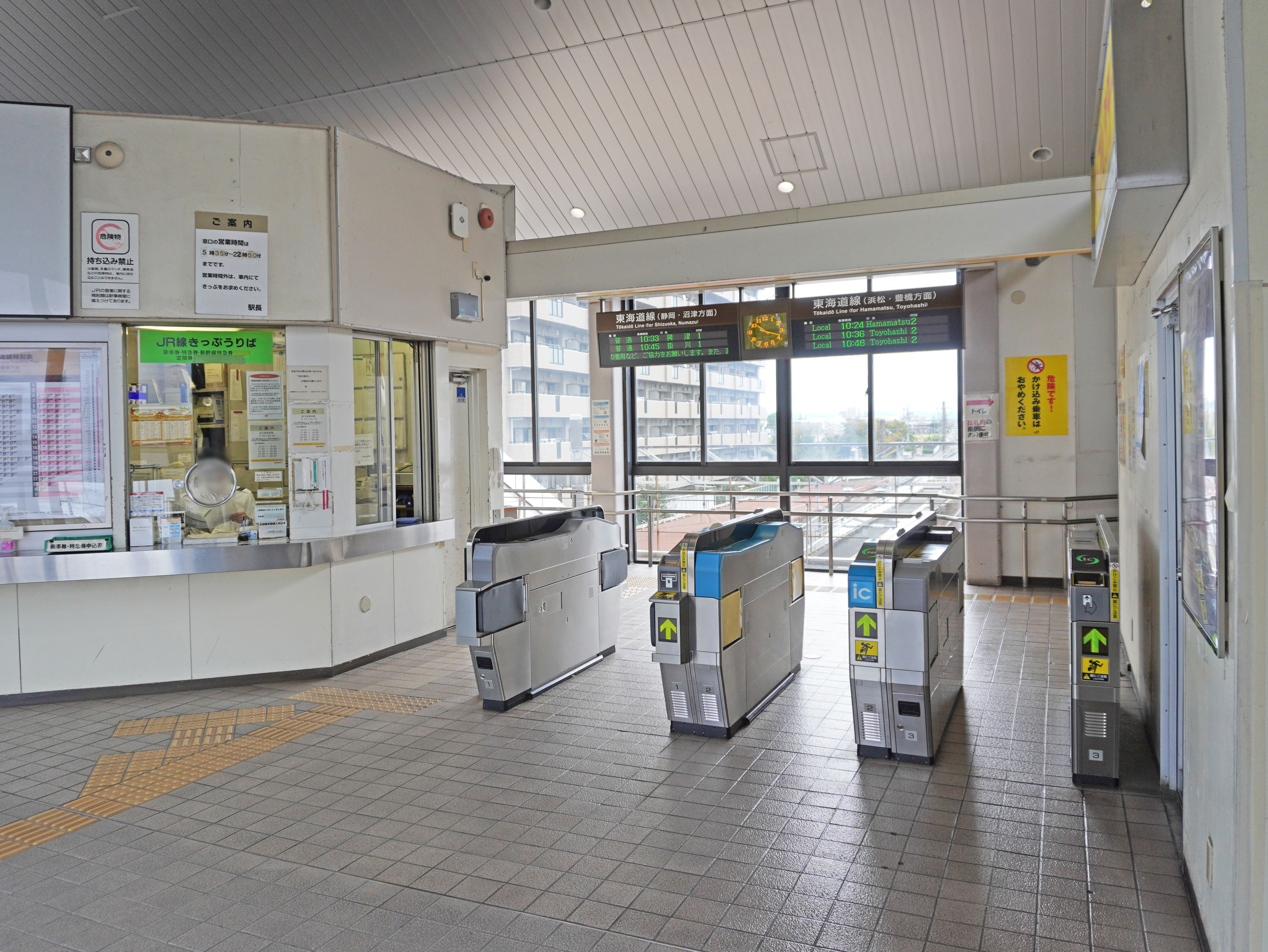
改札口（2022年10月）
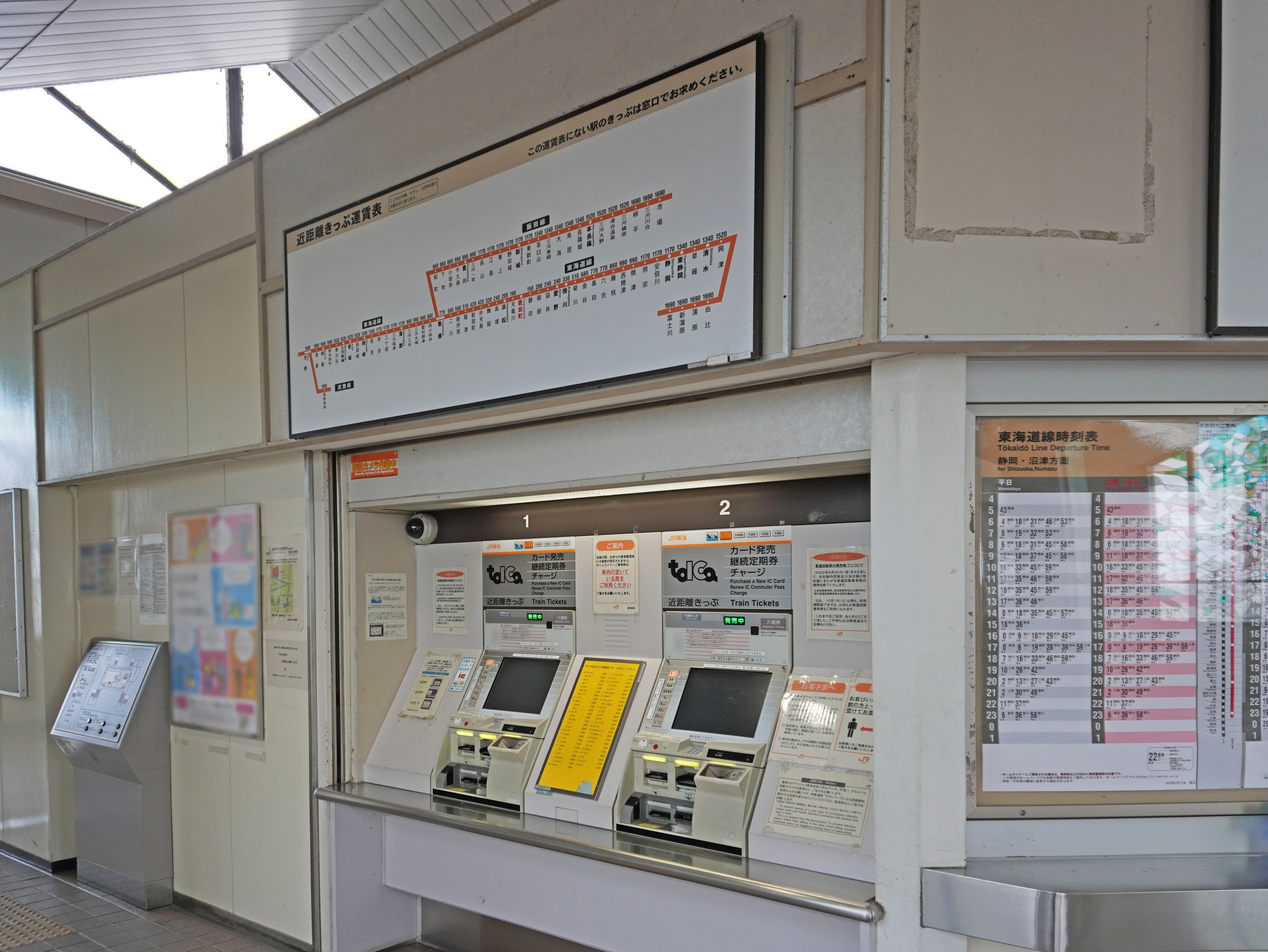
自動券売機（2022年10月）
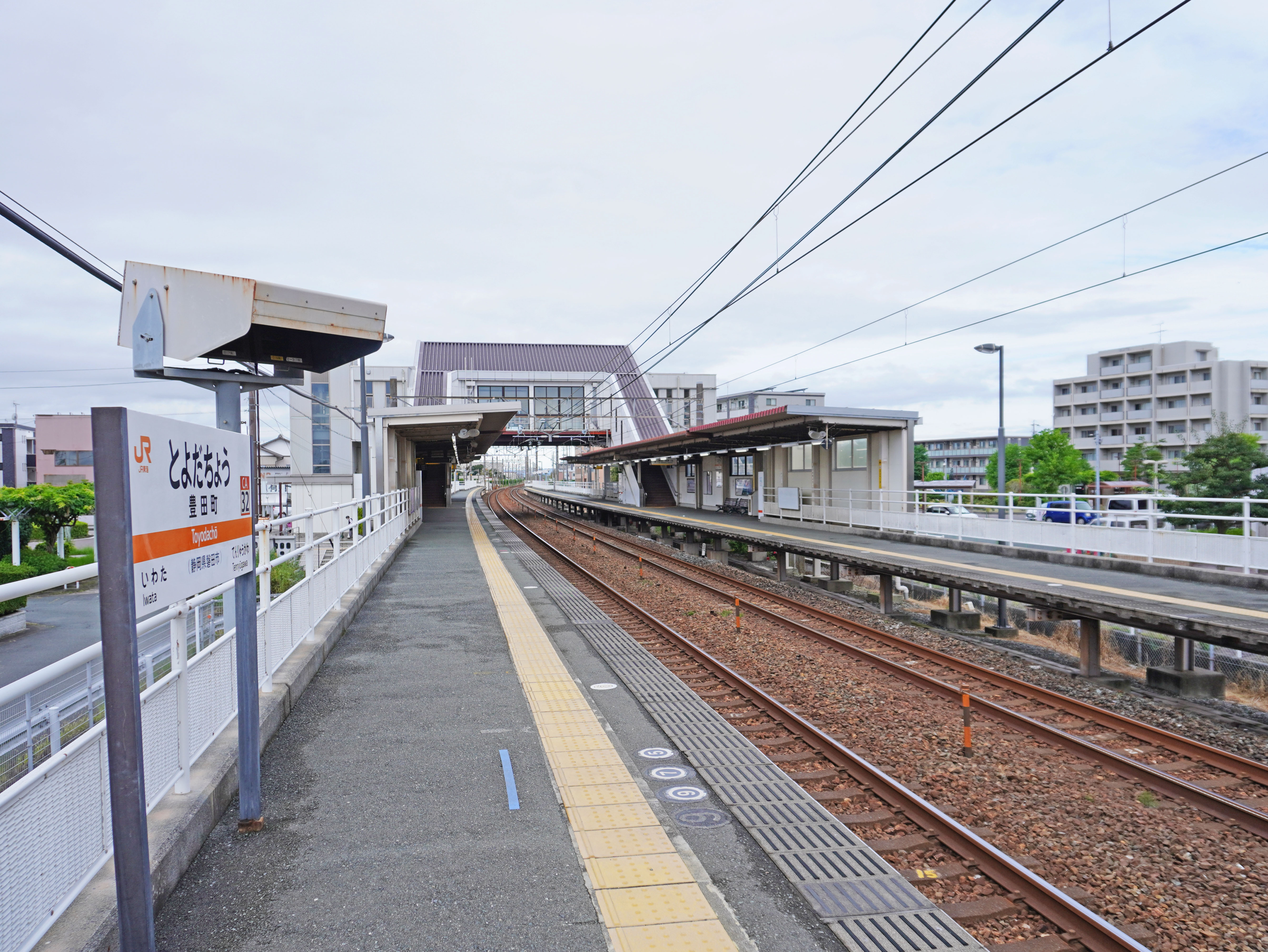
ホーム（2022年10月）

## 利用状況
「磐田市統計書」「静岡県統計年鑑」によると、2021年度（令和3年度）の1日平均乗車人員は2,017人である。
1993年度（平成5年度）以降の推移は以下のとおりである。
| 乗車人員推移       | 乗車人員推移     | 乗車人員推移 |
| 年度               | 1日平均 乗車人員 | 出典         |
| ------------------ | ---------------- | ------------ |
| 1993年（平成05年） | 2,608            | [ 4 ]        |
| 1994年（平成06年） | 2,830            | [ 4 ]        |
| 1995年（平成07年） | 3,129            | [ 4 ]        |
| 1996年（平成08年） | 3,373            | [ 4 ]        |
| 1997年（平成09年） | 3,420            | [ 4 ]        |
| 1998年（平成10年） | 3,460            | [ 4 ]        |
| 1999年（平成11年） | 3,520            | [ 4 ]        |
| 2000年（平成12年） | 3,607            | [ 4 ]        |
| 2001年（平成13年） | 3,676            | [ 4 ]        |
| 2002年（平成14年） | 3,637            | [ 4 ]        |
| 2003年（平成15年） | 3,643            | [ 4 ]        |
| 2004年（平成16年） | 3,615            | [ 4 ]        |
| 2005年（平成17年） | 3,436            | [ 4 ]        |
| 2006年（平成18年） | 3,415            | [ 4 ]        |
| 2007年（平成19年） | 3,361            | [ 4 ]        |
| 2008年（平成20年） | 3,231            | [ 4 ]        |
| 2009年（平成21年） | 3,003            | [ 4 ]        |
| 2010年（平成22年） | 2,921            | [ 4 ]        |
| 2011年（平成23年） | 2,903            | [ 4 ]        |
| 2012年（平成24年） | 2,882            | [ 4 ]        |
| 2013年（平成25年） | 2,846            | [ 4 ]        |
| 2014年（平成26年） | 2,811            | [ 4 ]        |
| 2015年（平成27年） | 2,834            | [ 4 ]        |
| 2016年（平成28年） | 2,795            | [ 4 ]        |
| 2017年（平成29年） | 2,829            | [ 3 ] [ 4 ]  |
| 2018年（平成30年） | 2,875            | [ 3 ] [ 4 ]  |
| 2019年（令和元年） | 2,850            | [ 3 ] [ 4 ]  |
| 2020年（令和02年） | 2,004            | [ 3 ] [ 4 ]  |
| 2021年（令和03年） | 2,017            | [ 3 ] [ 4 ]  |

## 駅周辺
- マックスバリュ豊田店
- DCM豊田町店
- 磐田市香りの博物館
- 磐田市役所豊田支所（旧・豊田町役場）

### バス路線
南口にある「豊田町駅」停留所にて発着する。
- 磐田市生活バス路線（運行委託：浜松バス）
  - 掛塚磐田駅線：蟹町 / 磐田駅

## 隣の駅
東海旅客鉄道（JR東海）
CA 東海道本線
磐田駅 (CA31) - 豊田町駅 (CA32) - 天竜川駅 (CA33)